# 안양만안경찰서
안양만안경찰서(安養萬安警察署, Anyang Manan Police Station)는 경기도남부경찰청이 관할하는 경찰서 중 하나이다. 경기도 안양시 만안구 일대를 관할한다. 경기도 안양시 만안구 냉천로 63 (안양동)에 위치하고 있다. 2010년 7월 23일에 문을 열었다.
서장은 총경으로 보한다.

## 기본 정보
- 주소: 경기도 안양시 만안구 냉천로 63 (안양동)
- 우편번호: 14091

## 관할 파출소 및 지구대
안양만안경찰서는 4개의 지구대를 산하에 두고 있다.
| 명칭       | 사진 | 치안센터 사진 | 주소                      | 관할구역 | 치안센터                        |
| ---------- | ---- | ------------- | ------------------------- | -------- | ------------------------------- |
| 명학지구대 |      |               | 안양로170번길 20 (안양동) |          | 냉천치안센터                    |
| 안양지구대 |      |               | 만안로 232 (안양동)       |          | 중앙치안센터 만안치안센터       |
| 석수지구대 |      |               | 경수대로 1161 (안양동)    |          | 관악치안센터 연현치안센터(철거) |
| 박달지구대 |      |               | 박달로 492 (박달동)       |          |                                 |

## 같이 보기
- 경기도남부지방경찰청